# NGC 7278
NGC 7278 (другие обозначения — PGC 68940, ESO 146-27) — спиральная галактика с перемычкой (SBc) в созвездии Тукан.
Этот объект входит в число перечисленных в оригинальной редакции «Нового общего каталога».